# Juridiction d'exception
 (novembre 2024).
La mise en forme du texte ne suit pas les recommandations de Wikipédia : il faut le « wikifier ».
Les points d'amélioration suivants sont les cas les plus fréquents. Le détail des points à revoir est peut-être précisé sur la page de discussion.
- Les titres sont pré-formatés par le logiciel. Ils ne sont ni en capitales, ni en gras.
- Le texte ne doit pas être écrit en capitales (les noms de famille non plus), ni en gras, ni en italique, ni en « petit »…
- Le gras n'est utilisé que pour surligner le titre de l'article dans l'introduction, une seule fois.
- L'italique est rarement utilisé : mots en langue étrangère, titres d'œuvres, noms de bateaux, etc.
- Les citations ne sont pas en italique mais en corps de texte normal. Elles sont entourées par des guillemets français : « et ».
- Les listes à puces sont à éviter, des paragraphes rédigés étant largement préférés. Les tableaux sont à réserver à la présentation de données structurées (résultats, etc.).
- Les appels de note de bas de page (petits chiffres en exposant, introduits par l'outil «  Source ») sont à placer entre la fin de phrase et le point final[comme ça].
- Les liens internes (vers d'autres articles de Wikipédia) sont à choisir avec parcimonie. Créez des liens vers des articles approfondissant le sujet. Les termes génériques sans rapport avec le sujet sont à éviter, ainsi que les répétitions de liens vers un même terme.
- Les liens externes sont à placer uniquement dans une section « Liens externes », à la fin de l'article. Ces liens sont à choisir avec parcimonie suivant les règles définies. Si un lien sert de source à l'article, son insertion dans le texte est à faire par les notes de bas de page.
- La présentation des références doit suivre les conventions bibliographiques. Il est recommandé d'utiliser les modèles {{Ouvrage}}, {{Chapitre}}, {{Article}}, {{Lien web}} et/ou {{Bibliographie}}. Le mode d'édition visuel peut mettre en forme automatiquement les références.
- Insérer une infobox (cadre d'informations à droite) n'est pas obligatoire pour parachever la mise en page.

Pour une aide détaillée, merci de consulter Aide:Wikification.
Si vous pensez que ces points ont été résolus, vous pouvez retirer ce bandeau et améliorer la mise en forme d'un autre article.
 (janvier 2018).
Améliorez-le ou discutez des points à vérifier. 
Les juridictions d'exception sont des juridictions qui ne sont compétentes « que dans les cas strictement prévus par la loi pour juger certaines infractions et, incidemment, certains types de délinquants ».
Le terme de « juridiction d'exception » peut être aussi utilisé afin d'indiquer le caractère dérogatoire au droit de certaines juridictions à caractère politique.

## Belgique
La Constitution belge interdit les juridictions d'exception et affirme le droit au « juge naturel ».

## Canada
Dans la province canadienne de Québec, le ministre de la Justice Simon Jolin-Barrette crée le Tribunal spécialisé en matière de violence sexuelle et de violence conjugale pour rebâtir la confiance dans le système de justice en ce qui concerne le traitement des plaintes relatives à la violence sexuelle et à la violence conjugale dans la foulée des dénonciations publiques d'abus sexuels du mouvement #MeToo. La création de ce tribunal spécialisé est l'une des recommandations principales du rapport Rebâtir la confiance.

## France

### En matière civile
(septembre 2023).
En France, les tribunaux d'exception en matière civile sont, par ordre alphabétique :
- Conseil de l'Ordre des Avocats ;
- Conseil de Prud'hommes ;
- Cour des Comptes ;
- Cour Nationale du Droit d'Asile ;
- Juge de l'Expropriation ;
- Prud'homies de Pêche ;
- Tribunal de Commerce ;
- Tribunal Maritime ;
- Tribunal Paritaire des Baux Ruraux ;
- Tribunal pour Enfants, habilité à ordonner un placement dans une famille d'accueil et organiser les visites auprès des parents.

Les anciennes juridictions sont, par ordre alphabétique (liste non exhaustive[Lesquelles ?]) :
- Cour nationale de l'incapacité et de la tarification de l'assurance des accidents du travail (2003-2022) ;
- Tribunal des affaires de Sécurité sociale (1985-2018) ;
- Tribunal du Contentieux de l'Incapacité (1994-2019) ;
- Tribunal Maritime Commercial (1939-2012) ;

### En matière pénale
En matière pénale, le tribunal judiciaire est la juridiction de droit commun, qui a une compétence générale, et quelques compétences exclusives.
Les autres tribunaux d'exception en matière pénale sont, par ordre alphabétique :
- Cour d'Assises des Mineurs ;
- Cour de Justice de la République ;
- Tribunal Militaire aux Armées ;
- Tribunal de Police ;
- Tribunal pour Enfants, habilité à juger des mineurs dans des affaires pénales ;
- Tribunal Prévotal ;
- Tribunal Territorial des Forces Armées, en temps de guerre uniquement (conformément au 1° de l'article L1 du code de justice militaire).

Depuis 1986 existe la Cour d'assises spéciale, une formation particulière composée uniquement de magistrat, compétente pour les affaires de trahison et d'espionnage et les crimes terroristes ainsi que les crimes en matière de stupéfiants.
Les anciennes juridictions sont, par ordre alphabétique (liste non exhaustive[Lesquelles ?]) :
- Chambre Ardente (Diverses époques)
- Commission militaire révolutionnaire (Révolution Française)
- Cour de Justice (1944-1949)
- Cour Martiale (Diverses époques)
- Cour Prévôtale (1815-1818)
- Sections spéciales (1941-1944)
- Tribunal aux armées de Paris (2000-2011)
- Tribunal Révolutionnaire (1793-1795)

Durant la guerre d'Algérie, de nombreuses juridictions d'exception sont mobilisées. Le Tribunal permanent des forces armées (1953-1982) est principalement utilisés contre les indépendantistes algériens et pour traiter des infractions à la discipline militaire. Pour juger les partisans de l'Algérie française, dont les membres de l'OAS, six tribunaux sont mis en place à partir du putsch des généraux en 1961 :
- le Haut Tribunal militaire (1961-1962), jugeant les putschistes les plus gradés, qui est remplacé par la Cour militaire de justice (1962-1963) ;
- le Tribunal militaire (1961-1963), jugeant la plupart des affaires de subversion, qui est remplacé en 1963 par la Cour de sûreté de l'État (1963-1981) ;
- le Tribunal de l'ordre public (1962) pour les affaires mineures ;
- la Cour martiale d'Alger (1962) qui ne juge que deux affaires.

## Suisse
L'article 30 de la Constitution fédérale de la Confédération suisse interdit les tribunaux d'exception.